# Idiosepius pygmaeus
Idiosepius pygmaeus är en bläckfiskart som beskrevs av Japetus Steenstrup 1881. Idiosepius pygmaeus ingår i släktet Idiosepius och familjen Idiosepiidae. IUCN kategoriserar arten globalt som otillräckligt studerad. Inga underarter finns listade i Catalogue of Life.